# Karin Janzon
Karin Hervor Ingegerd Janzon, född 9 februari 1914, död 13 mars 2009, var en svensk översättare. 
Karin Janzon var mest känd för att hon tillsammans med sin make Allan B. Janzon översatte samtliga Hergés seriealbum om Tintin 1968–1978. Paret Janzon fick Adamsonstatyettens diplom av Svenska serieakademin 1979, det första året denna utmärkelse utdelades.